# Pentobesa tucumanata
Pentobesa tucumanata är en fjärilsart som beskrevs av Paul Dognin 1901. Pentobesa tucumanata ingår i släktet Pentobesa och familjen tandspinnare. Inga underarter finns listade i Catalogue of Life.